# Camille Guérin
Jean-Marie Camille Guérin (Poitiers, 22 de dezembro de 1872 — Paris, 9 de junho de 1961) foi um médico veterinário, bacteriologista e imunologista francês. 
Ficou conhecido por ter desenvolvido, em colaboração com Albert Calmette, o bacilo Calmette-Guérin (BCG), uma vacina para imunização contra a tuberculose.

## Biografia
Camille Guérin nasceu em 1872, em Poitiers, cidade no centro-oeste da França, às margens do Rio Clain, no seio de uma família de pobre. Era filho de Eugene Guerin, trabalhador da construção civil, e de Marie Augustine Desmars. Seu pai faleceu em 1882, vítima da tuberculose. Sua mãe se casaria novamente com um veterinário e cirurgião, chamando Venien, que se tornaria um mentor para Guérin. Com a ajuda do padrastro, Guérin entrou na École nationale vétérinaire d'Alfort, onde estudou por quatro anos, de 1892 e 1896. Ainda estudante, trabalhou como assistente do patologista Edmond Nocard (1850–1903). Além de sua dedicação aos animais, Guérin também estudou botânica e doenças infecciosas.
Seu trabalho no laboratório o ajuda em seu interesse por ciência. O trabalho com Nocard foi providencial para que ele conhecesse Albert Calmette, discípulo de Pasteur, que estava encarregado de fundar o Instituto Pasteur de Lille em 1895, de maneira a começar os trabalhos sobre soroterapia e pesquisa microbiológica. O novo instituto precisava de um veterinário para se encarregar dos experimentos com animais e, em 1897, ele foi aceito. Inicialmente trabalhou como técnico encarregado de preparar o serum de Calmette, um soro usado para tratar picadas de serpentes, e produzir vacina contra a varíola. Nestas tarefas desenvolveu técnicas que melhoraram consideravelmente a produção da vacina antivariólica, usando coelhos como hospedeiros intermediário e desenvolveu um método para quantificar a virulência residual daquela vacina. Guérin e Calmette trabalharam juntos por 36 anos.
Guérin se casou, tendo um casal de filhos. Durante a Primeira Guerra Mundial, enquanto ele e Calmette lutavam para manter o Instituto Pasteur funcionando, seus filhos foram evacuados da cidade, mas sua esposa permaneceu eu seu lado durante a guerra, vindo a falecer logo depois do armistício.
Em 1918, perdeu a mãe também para a tuberculose. Em Lille, foi promovido a director de laboratório em 1900 e entre 1905 e 1915, depois entre 1918 e 1928, dedicou-se à pesquisa, visando o desenvolvimento de uma vacina contra a tuberculose, em colaboração com Albert Calmette.

## BCG
Entre 1905 e 1908, trabalhou junto de Calmette para a produção de uma vacina contra a tuberculose. Utilizando-se da tuberculose bovina como modelo experimental, os dois estudaram a infecção em animais, seguindo os trabalhos de Émile Roux e Nocard com cavalos. Eles descobriram que a primeira infecção por tuberculose bovina pelo bacilo Mycobacterium bovis era suficiente para garantir proteção contra uma segunda infecção. Eles então trabalharam para enconrar uma forma de separar os bacilos dos cultivos usando a bile bovina.
Foram necessários 13 anos de pesquisa e 230 subculturas para se convencerem de que a cepa do bacilo que encontraram era segura de trabalhar e que poderia ser replicada para a produção em massa do soro. Ele então ficou conhecido como bacilo Calmette-Guérin, a atual vacina BCG.
Com a ajuda de um pediatra, Benjamin Weill-Hallé, eles começaram a utilizar a BCG em seres humanos. Em 1921, eles fizeram a primeira inoculação em um bebê recém-nascido, cuja mãe tinha morrido devido à tuberculose, com uma versão em gotas da vacina. Com o sucesso das vacinas diminuindo os casos de tuberculose, Guérin publicou seus resultados em 1934, um ano após a morte de Calmette.
Em 1928 transferiu-se para Paris, onde foi nomeado director do Serviço de Tuberculose do Instituto Pasteur e no mesmo ano foi condecorado com a medalha da Ordem Nacional da Legião de Honra por seu trabalho com a tuberculose. Apesar de todos os seus esforços para a ampliação da vacinação, 72 crianças morreram após a vacinação com a BCG na Alemanha. O caso foi levado à justiça e o Instituto Pasteur foi considerado responsável por ter preparado a cepa para a fabricação da vacina.
O tribunal decidiu, em 1932, a favor do instituto, após esclarecerem que, durante a preparação da vacina, não foi utilizado o o bacilo atenuado de Calmette e Guérin, mas uma cepa virulenta do bacilo de Köch, o causador da tuberculose humana.
Em 1934, mais de 800 mil vacinas já tinham sido administradas na França e, a partir de 1950, a vacinação com a BCG se tornou obrigatória no país. Em Portugal, a vacina BCG é administrada aos recém-nascidos, em dose única, fazendo parte do plano nacional de vacinação desde 1965. No Brasil, é obrigatória desde 1976. Ela consta da Lista de Medicamentos Essenciais da Organização Mundial da Saúde (OMS) como um dos medicamentos mais eficazes, seguros e fundamentais num sistema de saúde.
Em 1939 foi nomeado vice-presidente do "Comité National de Défense contre la Tuberculose" (Comissão Nacional de defesa contra a Tuberculose) e em 1948 presidiu o I Congresso Internacional da BCG. Foi também presidente da Academia Veterinária de França (1949) e da Academia de Medicina de França (1951). Em 1955, a Academia Francesa das Ciências concedeu-lhe o Grand Prix.
Guérin se aposentou do instituto em 1943, aos 70 anos, mas continuou com diretor honorário, residindo no prédio da instituição, em um apartamento localizaado nas antigas salas de estudos de Calmette.

## Morte
Guérin morreu em 9 de junho de 1961, no Hospital Pasteur de Paris, aos 88 anos. Ele foi sepultado no Cemitério de Châtellerault, ao lado da esposa, em sua cidade natal.